# Saint-Maurice-sur-Adour
Saint-Maurice-sur-Adour är en kommun i departementet Landes i regionen Nouvelle-Aquitaine i sydvästra Frankrike. Kommunen ligger i kantonen Grenade-sur-l'Adour som tillhör arrondissementet Mont-de-Marsan. År 2022 hade Saint-Maurice-sur-Adour 623 invånare.

## Befolkningsutveckling
Antalet invånare i kommunen Saint-Maurice-sur-Adour
Referens:INSEE